# Méthode de Rayleigh-Ritz
La méthode de Rayleigh-Ritz est une méthode numérique de calcul approché des valeurs propres et vecteurs propres d'un système linéaire. Elle trouve son origine dans le contexte de la résolution de problèmes aux limites (équations aux dérivées partielles). Elle est nommée d'après les physiciens Lord Rayleigh et Walther Ritz.
L'apposition des deux noms Rayleigh et Ritz pour cette méthode fait débat ,. La procédure numérique a d'abord été publiée par Walther Ritz en 1908-1909. Selon cette référence, Lord Rayleigh a écrit un article félicitant Ritz pour son travail en 1911, mais déclarant qu'il avait lui-même utilisé la méthode de Ritz à de nombreuses occasions dans ses propres publications. Selon la référence  citant Richard Courant, Lord Rayleigh et Walther Ritz ont indépendamment l'un de l'autre conçu l'idée de remplacer la recherche d'une solution d'une équation aux dérivées partielles avec conditions aux limites fixées  par un problème équivalent de type calcul variationnel consistant à chercher une solution approchée décrite par un nombre fini de paramètres.
Cette méthode est utilisée dans différents domaines des mathématiques et de la physique et est connue parfois sous un nom différent, mais toujours dans des situations nécessitant un calcul approché de valeurs propres et de vecteurs propres. En mécanique quantique, où un système de particules est décrit à l'aide d'un hamiltonien, on l'appelle méthode de Ritz et elle consiste à utiliser une base de fonctions d'onde (e.g. ondes planes, ondes gaussiennes) pour approcher la fonction d'onde propre de l'état fondamental de plus faible énergie. En mathématiques, dans le contexte de la méthode des éléments finis, le même algorithme est communément appelé la méthode de Ritz-Galerkin. On retrouve également cette méthode en mécanique des structures pour déterminer et étudier les modes propres de vibration et les fréquences de résonance.

## Illustration de la méthode de Rayleigh-Ritz en algèbre linéaire
En algèbre linéaire numérique, la méthode de Rayleigh-Ritz est couramment utilisée  pour déterminer des valeurs approchées de la solution d'un problème aux valeurs propres :
{\displaystyle A{\textbf {x}}=\lambda {\textbf {x}}}
où la matrice {\displaystyle A\in \mathbb {C} ^{N\times N}} est de taille {\displaystyle N}. La méthode de Rayleigh-Ritz est une méthode de projection orthogonale. On considère une matrice {\displaystyle V\in \mathbb {C} ^{N\times m}} constituée de m vecteurs colonnes orthonormés et dont l'espace vectoriel engendré (appelé {\displaystyle K}). On suppose que l'espace {\displaystyle K} contient les vecteurs propres que l'on cherche à calculer. On recherche alors des paires {\displaystyle ({\tilde {x}},{\tilde {\lambda }})} avec {\displaystyle {\tilde {x}}\in K} telles que
{\displaystyle A{\tilde {x}}-{\tilde {\lambda }}{\tilde {x}}\perp K},
ce qui signifie que la projection orthogonale de {\displaystyle A{\tilde {x}}-{\tilde {\lambda }}{\tilde {x}}} sur l'espace {\displaystyle K} est nulle. De manière équivalente, on cherche les paires {\displaystyle ({\tilde {x}},{\tilde {\lambda }})} telles que
{\displaystyle \langle A{\tilde {x}}-{\tilde {\lambda }}{\tilde {x}},v\rangle ,\forall v\in K}
où {\displaystyle \langle \cdot ,\cdot \rangle } désigne le produit scalaire hermitien de deux vecteurs de {\displaystyle \mathbb {C} ^{N}}. Si la norme résiduelle du vecteur {\displaystyle A{\tilde {x}}-{\tilde {\lambda }}{\tilde {x}}} est très faible, alors on a trouvé un vecteur et une valeur propre approchés du problème de départ.
La procédure algorithmique de Rayleigh-Ritz consiste à :
1. Calculer la matrice {\displaystyle V^{*}AV} de taille {\displaystyle m}, où {\displaystyle V^{*}} désigne la transposée conjuguée complexe de {\displaystyle V}
2. Résoudre le problème aux valeurs propres {\displaystyle V^{*}AV\mathbf {y} _{i}=\mu _{i}\mathbf {y} _{i}} (plus facile, car de plus petite taille, les vecteurs {\displaystyle \mathbf {y} _{i}} sont de taille {\displaystyle m})
3. Calculer les vecteurs de Ritz {\displaystyle {\tilde {\textbf {x}}}_{i}=V{\textbf {y}}_{i}} et la valeur propre de Ritz {\displaystyle {\tilde {\lambda }}_{i}=\mu _{i}}
4. La paire {\displaystyle ({\tilde {\lambda }}_{i},{\tilde {\textbf {x}}}_{i})}, appelée paire de Ritz constitue une solution approchée du problème aux valeurs propres et vecteurs propres de la matrice d'origine {\displaystyle A}

Si le sous-espace vectoriel {\displaystyle K}engendré par les colonnes de la matrice {\displaystyle V\in \mathbb {C} ^{N\times m}} contient {\displaystyle k\leq m} vecteurs proches des vecteurs propres de la matrice {\displaystyle A}, la méthode de Rayleigh-Ritz ci-dessus trouve {\displaystyle k} vecteurs de Ritz qui se rapprochent bien de ces vecteurs propres. La quantité facilement calculable {\displaystyle \|A{\tilde {\textbf {x}}}_{i}-{\tilde {\lambda }}_{i}{\tilde {\textbf {x}}}_{i}\|} détermine la précision d'une telle approximation pour chaque paire de Ritz.
Dans le cas le plus simple {\displaystyle m=1}, le matrice {\displaystyle V} est en fait un vecteur colonne unitaire {\displaystyle v}, et la matrice {\displaystyle V^{*}AV} est un scalaire égal au quotient de Rayleigh {\displaystyle \rho (v)=v^{*}Av/v^{*}v}. L'unique solution du problème aux valeurs propres est {\displaystyle y_{i}=1} et {\displaystyle \mu _{i}=\rho (v)}, et le seul vecteur de Ritz est {\displaystyle v} lui-même. Ainsi, la méthode Rayleigh-Ritz se transforme en calcul du quotient de Rayleigh si {\displaystyle m=1} .
Il existe autre connexion intéressante avec le quotient de Rayleigh. En effet, pour chaque paire de Ritz {\displaystyle ({\tilde {\lambda }}_{i},{\tilde {\textbf {x}}}_{i})}, la valeur propre {\displaystyle {\tilde {\lambda }}_{i}} approchée est obtenue comme le quotient de Rayleigh d'un vecteur {\displaystyle \mathbf {v} _{i}}, c'est-à-dire  {\displaystyle {\tilde {\lambda }}_{i}=\mu _{i}=\rho (v_{i})}. Comme exemple, si {\displaystyle A} est une matrice hermitienne, son quotient de Rayleigh (et donc toutes ses valeurs de Ritz) est réel et prend des valeurs dans l'intervalle fermé de la plus petite valeur propre de {\displaystyle A} à la plus grande.
On peut remarquer que la méthode ne dit pas comment choisir la matrice {\displaystyle V}.

### Exemple
La matrice
{\displaystyle A={\begin{bmatrix}2&0&0\\0&2&1\\0&1&2\end{bmatrix}}}
a des valeurs propres {\displaystyle 1,2,3} et les vecteurs propres correspondants
{\displaystyle \mathbf {x} _{\lambda =1}={\begin{bmatrix}0\\1\\-1\end{bmatrix}},\quad \mathbf {x} _{\lambda =2}={\begin{bmatrix}1\\0\\0\end{bmatrix}},\quad \mathbf {x} _{\lambda =3}={\begin{bmatrix}0\\1\\1\end{bmatrix}}.}
On pose
{\displaystyle V={\begin{bmatrix}0&0\\1&0\\0&1\end{bmatrix}},}
alors
{\displaystyle V^{*}AV={\begin{bmatrix}2&1\\1&2\end{bmatrix}}}
avec des valeurs propres {\displaystyle 1,3} et les vecteurs propres correspondants
{\displaystyle \mathbf {y} _{\mu =1}={\begin{bmatrix}1\\-1\end{bmatrix}},\quad \mathbf {y} _{\mu =3}={\begin{bmatrix}1\\1\end{bmatrix}},}
dont les valeurs propres de Ritz sont {\displaystyle 1} et {\displaystyle 3} et les vecteurs de Ritz sont
{\displaystyle \mathbf {\tilde {x}} _{{\tilde {\lambda }}=1}={\begin{bmatrix}0\\1\\-1\end{bmatrix}},\quad \mathbf {\tilde {x}} _{{\tilde {\lambda }}=3}={\begin{bmatrix}0\\1\\1\end{bmatrix}}.}
On peut observer que chacun des vecteurs de Ritz ainsi calculés est exactement un vecteur propre de {\displaystyle A} les valeurs de Ritz associées sont des valeurs propres exactes de la matrice {\displaystyle A}. Cela est dû au fait que l'espace vectoriel engendré pas les colonnes de la matrice {\displaystyle V} se trouve être exactement le même que le sous-espace couvert par les deux vecteurs propres {\displaystyle \mathbf {x} _{\lambda =1}} et {\displaystyle \mathbf {x} _{\lambda =3}} dans cet exemple.

## La méthode de Rayleigh-Ritz en calcul variationnel
On considère le problème de la recherche d'une fonction {\displaystyle y(x)} qui rende extrémale une fonctionnelle, comme par exemple une intégrale {\displaystyle I[y(x)]=\int _{a}^{b}F(x,y,y')dx}. C'est une situation courante en physique, par exemple en mécanique lorsque l'on cherche un état d'équilibre comme un état qui minimise une énergie potentielle. On suppose que l'on peut approcher cette fonction {\displaystyle y(x)} par une combinaison linéaire de fonctions linéairement indépendantes,
{\displaystyle y(x)\approx \varphi _{0}(x)+c_{1}\varphi _{1}(x)+c_{2}\varphi _{2}(x)+\cdots +c_{N}\varphi _{N}(x)}
où {\displaystyle c_{1},c_{2},\cdots ,c_{N}} sont des constantes à déterminer par une méthode variationnelle - telle que celle décrite ci-dessous.
Les fonctions {\displaystyle \varphi _{i}(x)} sont choisies arbitrairement, à l'exception des considérations suivantes :
- Si le problème a des conditions aux limites de type valeur fixe aux bords du domaine d'étude, alors {\displaystyle \varphi _{0}(x)} est choisie pour satisfaire les conditions aux limites du problème, et tous les autres {\displaystyle \varphi _{i}(x)} prennent la valeur zéro aux bords du domaine (conditions homogènes).
- Si la forme de la solution est connue, alors {\displaystyle \varphi _{i}(x)} peut être choisie de telle sorte que {\displaystyle y(x)} aura cette forme.

On remplace ainsi le problème qui consiste à trouver une fonction {\displaystyle y(x)} qui minimise une fonctionnelle {\displaystyle I[y(x)]}, par la recherche des {\displaystyle N} coefficients qui minimisent une fonction de {\displaystyle N} variables {\displaystyle I(c_{1},c_{2},\cdots ,c_{N})}.
On cherche les coefficients {\displaystyle c_{i}} tels que le gradient de {\displaystyle I(c_{1},c_{2},\cdots ,c_{N})} soit nul, c'est-à-dire
{\displaystyle {\partial I \over \partial c_{i}}=0,\forall i}
On utilise généralement une procédure itérative pour calculer les coefficients.
Dans de nombreux cas, on utilise un ensemble dit complet de fonctions {\displaystyle \varphi _{i}(x)}, par exemple une base de polynômes ou les fonctions sinus et cosinus. Un ensemble de fonctions {\displaystyle \varphi _{i}(x)} est dit complet sur l'intervalle {\displaystyle [a,b]} si pour chaque fonction {\displaystyle f(x)}, il existe un ensemble de valeurs de coefficients {\displaystyle c_{1},c_{2},\cdots ,c_{N}} qui représente exactement la fonction {\displaystyle f(x)}.
Le lien avec la section précédente (méthode de Rayleigh-Ritz en algèbre linéaire) est que lorsque l'on considère que la fonction {\displaystyle y(x)} est approchée par une combinaison linaire de {\displaystyle \varphi _{i}(x)}, on se place dans un espace de fonction possible plus (infiniment) petit (de dimension finie {\displaystyle N}), et donc là encore il s'agit de chercher une solution dans un espace projeté.

## Applications en génie mécanique
La méthode Rayleigh-Ritz est souvent utilisée en génie mécanique pour trouver les fréquences de résonance approchées d'un système à plusieurs degrés de liberté, tel qu'un système de masse-ressort ou pour l'étude de la stabilité d'un volant d'inertie. La méthode peut également être utilisée pour rechercher les charges critique de flambage et le comportement post-flambage d'un poteau soumis à un effort de compression.
On considère le cas où l'on veut trouver la fréquence de résonance d'oscillation d'un système. Tout d'abord, on écrit le mode de vibration sous la forme,
{\displaystyle y(x,t)=Y(x)\cos \omega t}
avec une amplitude {\displaystyle Y(x)} inconnue. Ensuite, on forme l'énergie totale du système, composée d'un terme d'énergie cinétique et d'un terme d'énergie potentielle. Le terme d'énergie cinétique fait intervenir le carré de la dérivée temporelle de {\displaystyle y(x,t)}, proportionnel à {\displaystyle \omega ^{2}} . Ainsi, on exprime l'énergie totale du système sous la forme suivante :
{\displaystyle E=T+V\equiv A[Y(x)]\omega ^{2}\sin ^{2}\omega t+B[Y(x)]\cos ^{2}\omega t}
Par conservation de l'énergie, l'énergie cinétique moyenne doit être égale à l'énergie potentielle moyenne. Ainsi,
{\displaystyle \omega ^{2}={\frac {B[Y(x)]}{A[Y(x)]}}=R[Y(x)]}
qui est également connu sous le nom de quotient de Rayleigh. Ainsi, si nous connaissions la forme du mode de vibration {\displaystyle Y(x)}, on pourrait calculer {\displaystyle A[Y(x)]} et {\displaystyle B[Y(x)]}, et ensuite obtenir la fréquence propre. Cependant, nous ne connaissons pas encore {\displaystyle Y(x)}. Pour le trouver, on peut approcher {\displaystyle Y(x)} par une combinaison linéaire de quelques fonctions {\displaystyle Y_{i}(x)}
{\displaystyle Y(x)=\sum _{i=1}^{N}c_{i}Y_{i}(x)}
où {\displaystyle c_{1},c_{2},\cdots ,c_{N}} sont des constantes à déterminer. On cherche les modes propres du système comme les valeurs de {\displaystyle c_{1},c_{2},\cdots ,c_{N}} qui rendent le quotient de Rayleigh minimal.
En général, on peut exprimer {\displaystyle A[Y(x)]} et {\displaystyle B[Y(x)]} comme des polynômes du second degré des coefficients {\displaystyle c_{i}} :
{\displaystyle B[Y(x)]=\sum _{i}\sum _{j}c_{i}c_{j}K_{ij}={\bf {c^{T}Kc}}}
{\displaystyle A[Y(x)]=\sum _{i}\sum _{j}c_{i}c_{j}M_{ij}={\bf {c^{T}Mc}}}
où {\displaystyle K} et {\displaystyle M} sont respectivement la matrice de rigidité et la matrice de masse d'un système discret.
La minimisation de {\displaystyle \omega ^{2}} devient:
{\displaystyle {\partial \omega ^{2} \over \partial c_{i}}={\partial  \over \partial c_{i}}{\frac {\bf {c^{T}Kc}}{\bf {c^{T}Mc}}}=0}
Ce qui revient à,
{\displaystyle {\bf {{c^{T}Mc}{\partial {\bf {c^{T}Kc}} \over \partial c}-{\bf {{c^{T}Kc}{\partial {\bf {c^{T}Mc}} \over \partial c}=0}}}}}
{\displaystyle {\bf {{Kc}-{\frac {\bf {c^{T}Kc}}{\bf {c^{T}Mc}}}{\bf {{Mc}=0}}}}}
{\displaystyle {\bf {{Kc}-\omega ^{2}{\bf {{Mc}=0}}}}}
Pour obtenir une solution non triviale des coefficients {\displaystyle c_{i}}, il faut et suffit que le déterminant de ce système linéaire soit nul,
{\displaystyle \det({\bf {{K}-\omega ^{2}{\bf {M}}}})=0}
On obtient ainsi les N premières fréquences propres et modes propres du système, N étant le nombre de fonctions d'approximation.

## Voir également
- Méthode Ritz
- Quotient de Rayleigh
- Itération d'Arnoldi